# 北見若葉テレビ中継局
北見若葉テレビ中継局（きたみわかばテレビちゅうけいきょく）は、北海道北見市若葉にあるテレビ中継局である。

## 概要
JR石北本線西北見駅の周辺地域での網走送信所・北見中継局の受信が困難な場合があるために設置されたミニサテライト局。放送エリアは北見市若葉を中心とした西北見駅周辺地域。送信施設は各局による共同使用している。

## 中継局概要

### 地上デジタルテレビジョン放送送信設備
| リモコン キーID | 放送局名             | 物理 チャンネル | 空中線電力 | ERP  | 放送対象地域 | 放送区域 内世帯数 | 偏波面   | 開局日          |
| --------------- | -------------------- | --------------- | ---------- | ---- | ------------ | ----------------- | -------- | --------------- |
| 1               | HBC 北海道放送       | 19              | 10mW       | 44mW | 北海道       | 約900世帯         | 水平偏波 | 2010年 12月24日 |
| 2               | NHK 北見教育         | 49              | 10mW       | 41mW | 全国         | 約900世帯         | 水平偏波 | 2010年 12月24日 |
| 3               | NHK 北見総合         | 15              | 10mW       | 44mW | オホーツク圏 | 約900世帯         | 水平偏波 | 2010年 12月24日 |
| 5               | STV 札幌テレビ放送   | 51              | 10mW       | 40mW | 北海道       | 約900世帯         | 水平偏波 | 2010年 12月24日 |
| 6               | HTB 北海道テレビ放送 | 17              | 10mW       | 44mW | 北海道       | 約900世帯         | 水平偏波 | 2010年 12月24日 |
| 7               | TVh テレビ北海道     | 27              | 10mW       | 43mW | 北海道       | 約900世帯         | 水平偏波 | 2013年 2月20日  |
| 8               | UHB 北海道文化放送   | 21              | 10mW       | 44mW | 北海道       | 約900世帯         | 水平偏波 | 2010年 12月24日 |

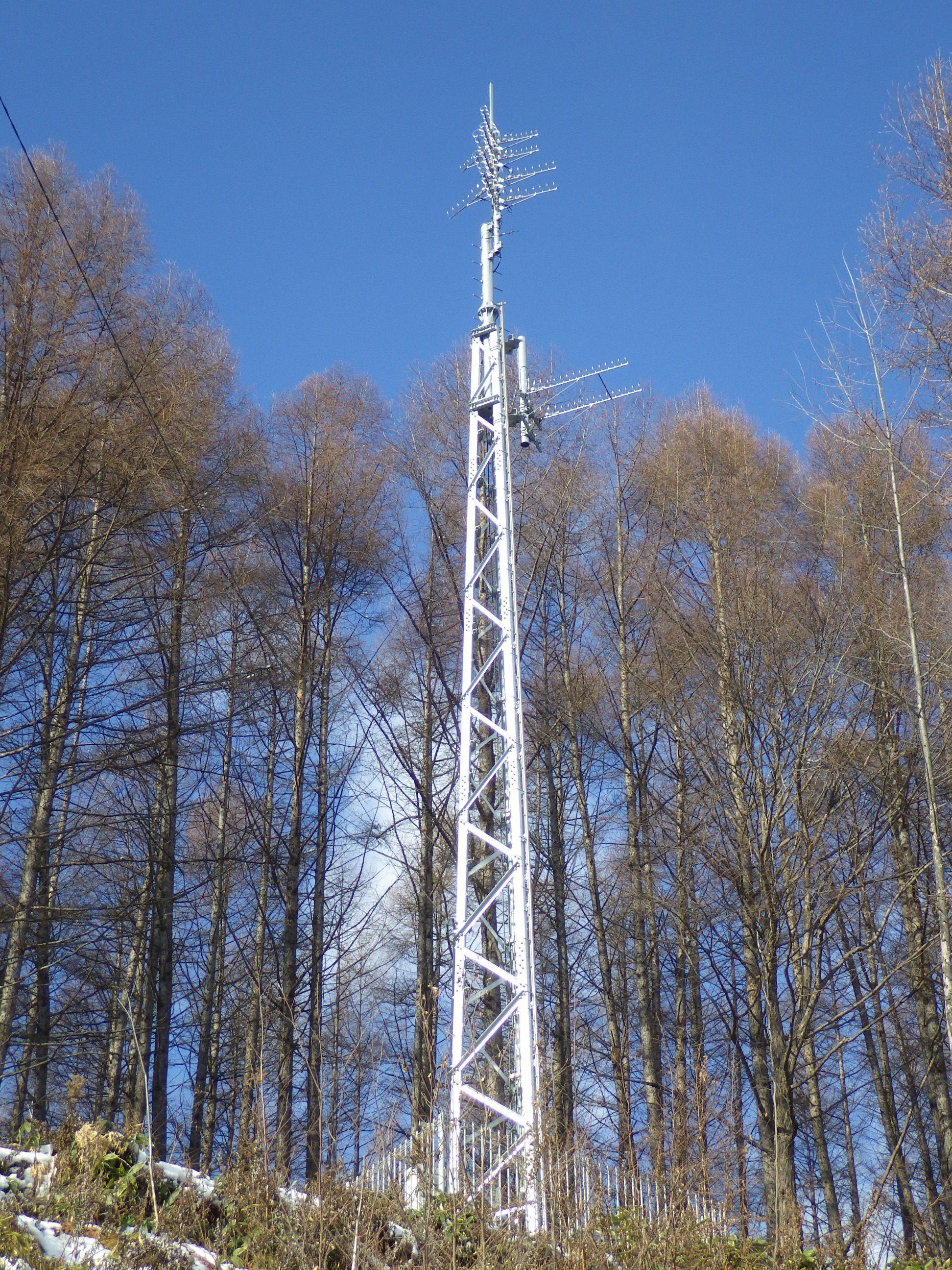
北見若葉テレビ中継局

- NHK北見放送局が2010年9月28日に、民放が11月24日にそれぞれ予備免許交付、12月7日から試験放送開始、12月24日に免許交付、同日本放送開始。
- TVhは、当初、開局する予定が無かったが、北見市が独自で予算をつけることになったため、2012年12月4日に予備免許交付、2013年1月15日に試験放送開始、2月20日から本放送が開始された[1][2]。

### 地上アナログテレビジョン放送送信設備
| チャンネル   | 放送局名             | 空中線電力          | ERP                 | 放送対象地域 | 放送区域 内世帯数 |
| ------------ | -------------------- | ------------------- | ------------------- | ------------ | ----------------- |
| 36           | STV 札幌テレビ放送   | 映像100mW/ 音声25mW | 映像320mW/ 音声79mW | 北海道       | 不明              |
| 38           | NHK 北見教育         | 映像100mW/ 音声25mW | 映像320mW/ 音声79mW | 全国         | 不明              |
| 40           | UHB 北海道文化放送   | 映像100mW/ 音声25mW | 映像320mW/ 音声79mW | 北海道       | 不明              |
| 42           | HTB 北海道テレビ放送 | 映像100mW/ 音声25mW | 映像320mW/ 音声79mW | 北海道       | 不明              |
| 44           | NHK 北見総合         | 映像100mW/ 音声25mW | 映像320mW/ 音声79mW | オホーツク圏 | 不明              |
| 46           | HBC 北海道放送       | 映像100mW/ 音声25mW | 映像320mW/ 音声79mW | 北海道       | 不明              |
| （割当なし） | TVh テレビ北海道     | （開局せず）        | （開局せず）        | （開局せず） | （開局せず）      |

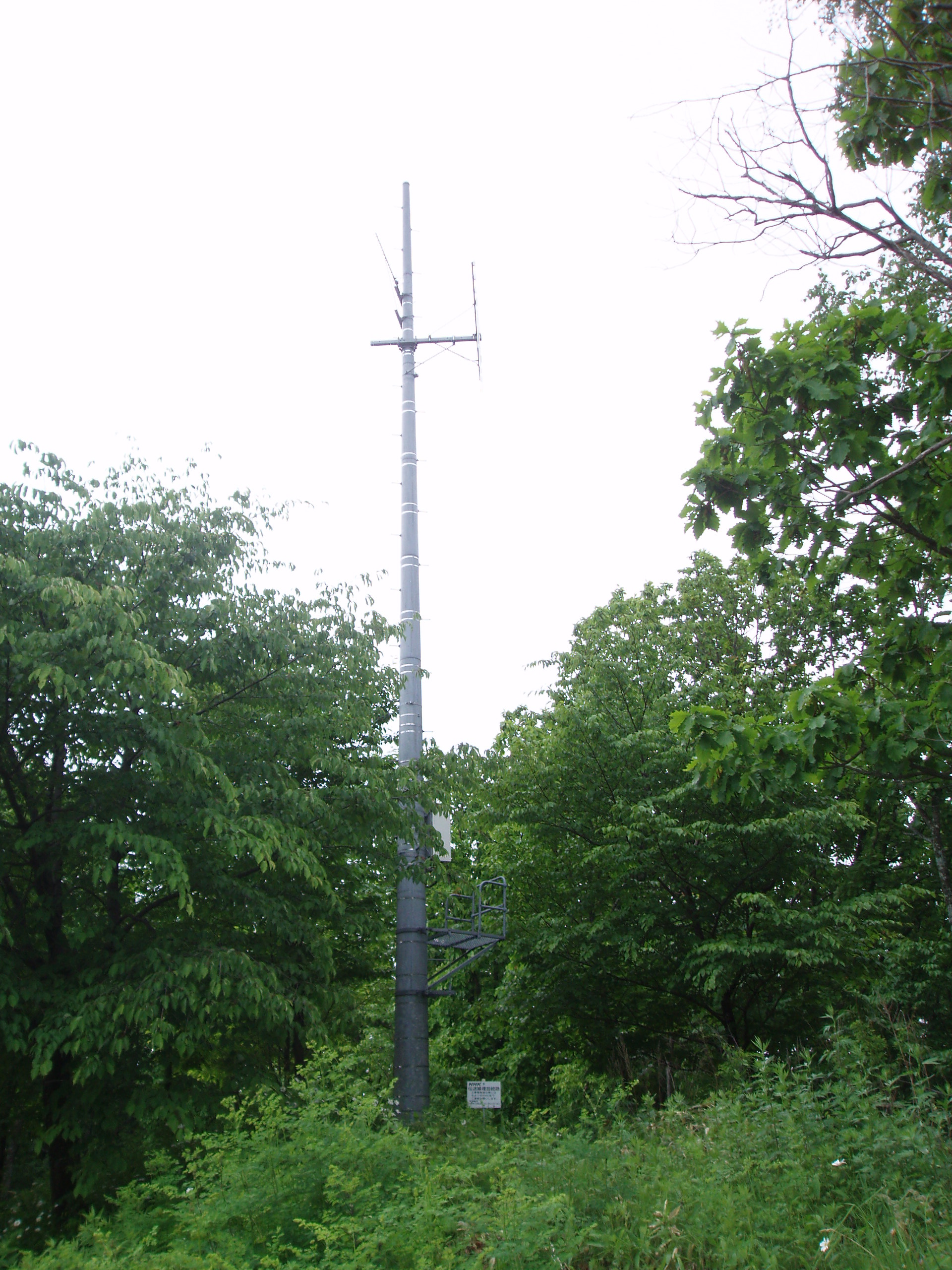
旧中継局受信部全景（廃局）

- 地デジは、TVhを除いて2010年12月24日に、TVhは2013年2月20日に開局。民放は当初自力建設困難となっていた。場所により北見中継局からの電波が受信できる場合がある。当初は北見中継局のカバー状況を見ながら「置局」か「置局不要」かを判断して決めていた。
- FMラジオは北見中継局からの電波を受信する（加えてFMオホーツクも受信可能）。
- TVhの物理チャンネルは、UHB網走アナログ送信所で使われていた27chが使われることになった。余談だが、2012年度には北見市仁頃町にも新たな難視聴地域対策のデジタル中継局として、北見仁頃中継局が開局した。